# 二丙基色胺
N,N-二丙基色胺（英語：N,N-Dipropyltryptamine）是一种色胺类的宗教致幻剂，1968年就作为狡詐家藥物出现。

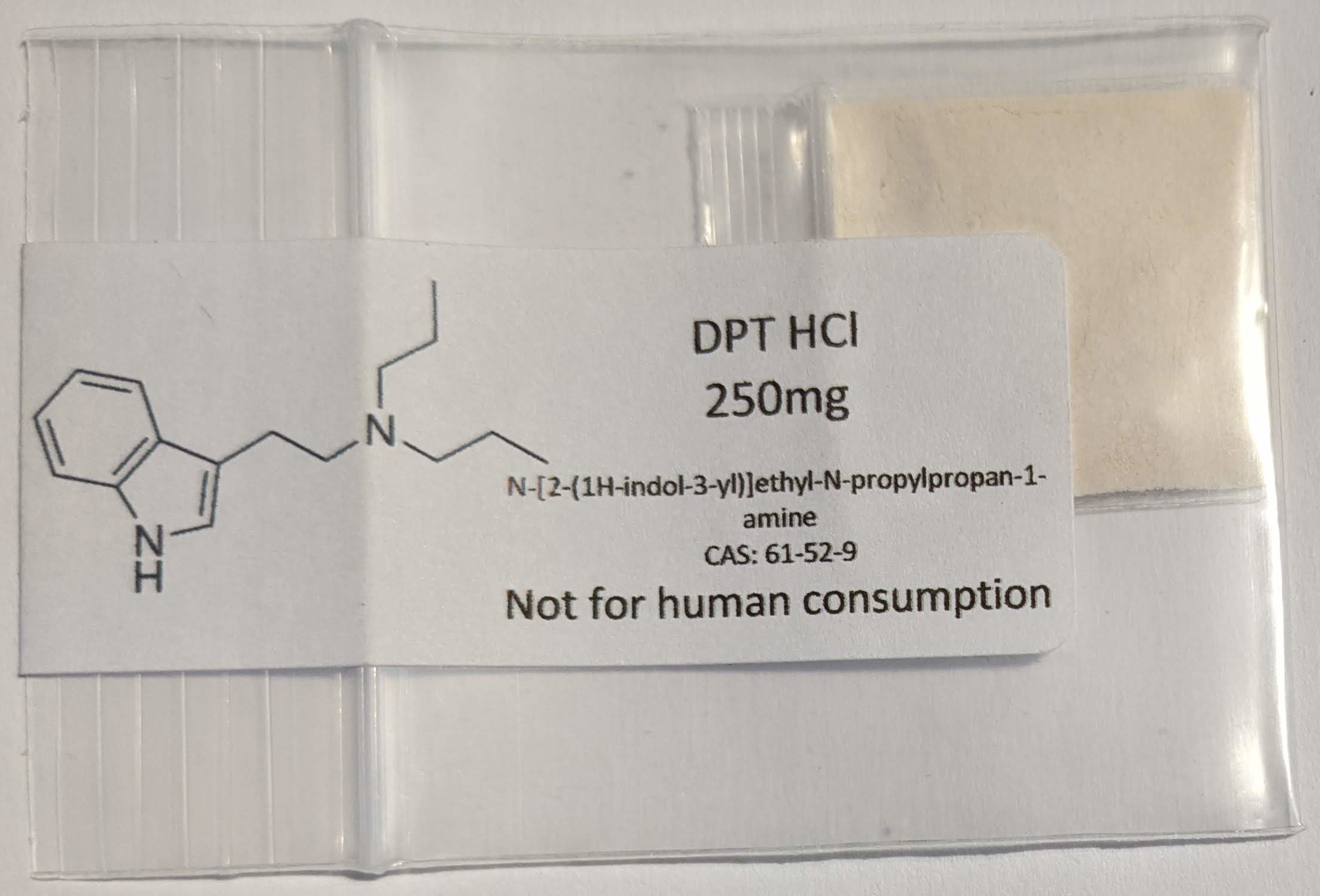
DPT盐酸盐粉末